# مری (نبراسکا)
مری(به انگلیسی: Murray) شهری در ایالت نبراسکا کشور ایالات متحده آمریکا است که جمعیت آن در سرشماری سال ۲۰۱۰ میلادی، ۴۶۳ نفر بوده‌است.